# الیسون آنان
الیسون آنان (انگلیسی: Alyson Annan؛ زادهٔ ۱۲ ژوئن ۱۹۷۳) بازیکن هاکی روی چمن اهل استرالیا است که در مسابقات کشوری و بین‌المللی در مجموع برندهٔ ۹ مدال طلا، ۱ مدال نقره، ۲ مدال برنز شده‌است.